# Hnizdîcine, Zbaraj
Hnizdîcine (în ucraineană Гніздичне) este localitatea de reședință a comunei Hnizdîcine din raionul Zbaraj, regiunea Ternopil, Ucraina.

## Demografie
Componența lingvistică a localității Hnizdîcine
     Ucraineană (98,28%)
     Rusă (1,64%)
     Alte limbi (0,08%)
Conform recensământului din 2001, majoritatea populației localității Hnizdîcine era vorbitoare de ucraineană (98,28%), existând în minoritate și vorbitori de rusă (1,64%).